# Dionysosteatern

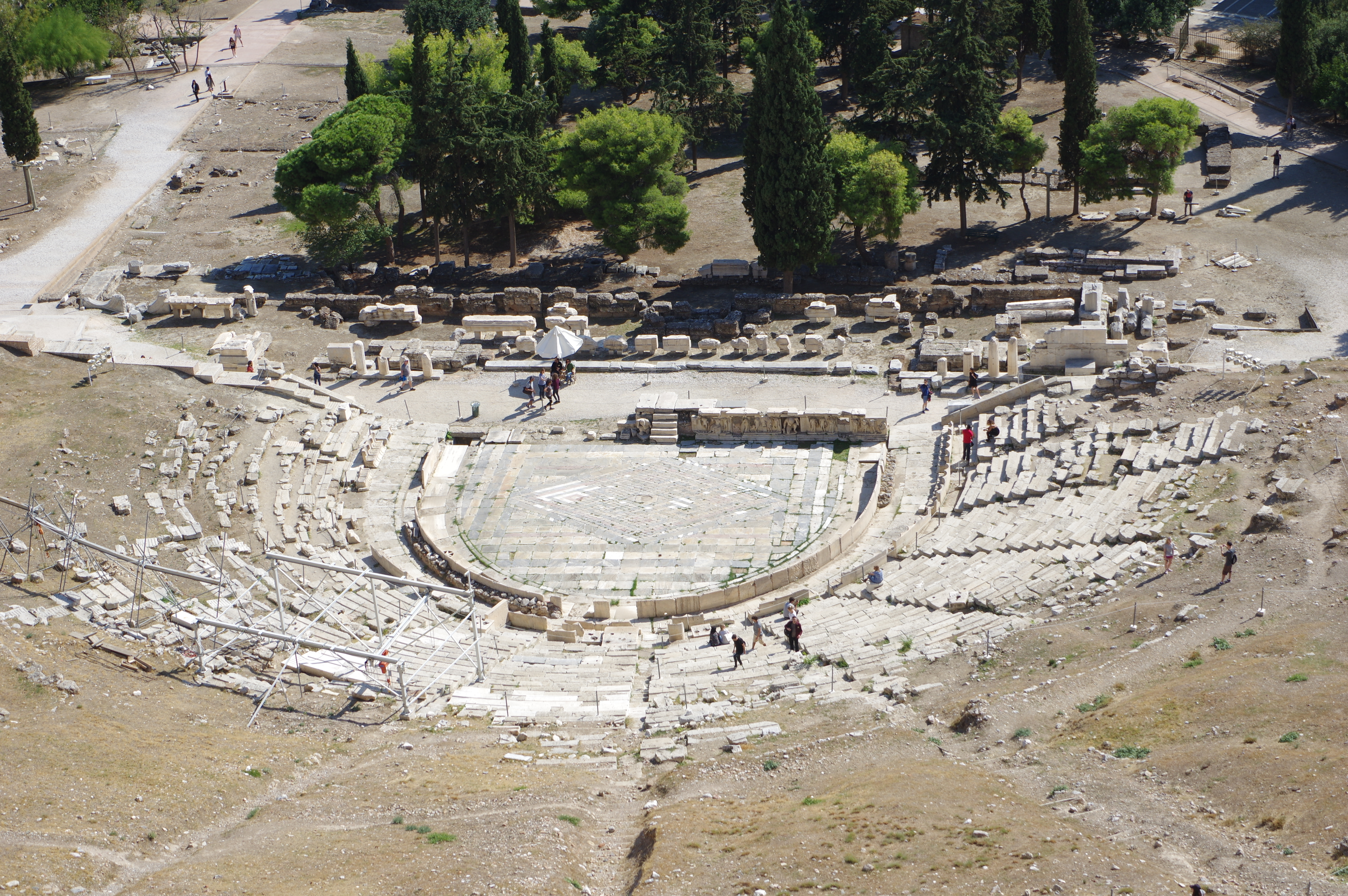
Dionysosteatern

Dionysosteatern är en gammal teater i Aten, Grekland. Teatern är byggd av sten och byggdes på Akropolis sydsida under 500-talet före Kristus. Teatern bestod av en halvcirkelformad scen, varifrån sittplatserna gick upp för en sluttning.